# Liste der Baudenkmale in Paekakariki
Die Liste der Baudenkmale in Paekakariki umfasst alle vom New Zealand Historic Places Trust (NZHPT) als „Historic Place“ oder „Historic Area“ eingestuften Baudenkmale und Flächendenkmale der neuseeländischen Ortschaft Paekakariki. Die Angaben stammen aus dem Register des NZHPT. Die Bezeichnungen der Baudenkmale orientieren sich an diesem Register. In die Liste werden auch bekannte Wahi Tapu (Area), kulturell und religiös bedeutsame Stätten und Gebiete der Māori, aufgenommen. Sie werden jedoch meist nicht publiziert.

| Bild | Bezeichnung                                        | Ort         | Anschrift                                                            | Beschreibung                                                              | Bauzeit | Eintrag            | Nummer | Kat. |
| ---- | -------------------------------------------------- | ----------- | -------------------------------------------------------------------- | ------------------------------------------------------------------------- | ------- | ------------------ | ------ | ---- |
| BW   | Paekakariki Railway Yard Water Vats                | Paekakariki | SH 1 Karte                                                           | Wasserbehälter zur Wasserversorgung von Dampfloks                         | 1901    | 25. September 1986 | 4705   | 1    |
| BW   | South End Signal Box                               | Paekakariki | North Island Main Trunk Line, SH 1, Beach Road und Tilley Road Karte | Stellwerk                                                                 | 1909    | 25. September 1986 | 4706   | 1    |
| BW   | Paekakariki Railway Station                        | Paekakariki | North Island Main Trunk Line, SH 1, Beach Road und Tilley Road Karte | Bahnhof                                                                   | 1910    | 29. November 1985  | 4959   | 2    |
| BW   | Paekakariki Railway Station Goods Shed             | Paekakariki | North Island Main Trunk Line, SH 1, Beach Road und Tilley Road Karte | Lagerschuppen der Eisenbahn                                               | n.a.    | 29. November 1985  | 4961   | 2    |
| BW   | Paekakariki Railway Station and Yard Historic Area | Paekakariki | North Island Main Trunk Line, SH 1, Beach Road und Tilley Road Karte | Bahnhofsgelände mit Bahnhof, Lagerschuppen, Stellwerk, Wasserhochbehälter | n.a.    | 29. November 1985  | 7026   | HA   |